# Bareggio
Bareggio (AFI: /baˈreʤʤo/; Baregg in dialetto milanese) è un comune italiano di 17 247 abitanti della città metropolitana di Milano in Lombardia.

## Geografia fisica

### Territorio
Il territorio comunale ha forma allungata e confina ad est e a nord-est con Cornaredo, a est con Cornaredo (frazione San Pietro all'Olmo) a sud con Cusago e Cisliano, a nord-ovest con Sedriano e infine a nord con Pregnana Milanese, mentre dista circa 11 chilometri ad ovest dal capoluogo lombardo.
Il comune di Bareggio possiede tre frazioni, la più distante delle quali è la Brughiera, un piccolo centro abitato in ampliamento negli ultimi decenni che si trova verso il confine con Pregnana Milanese. San Martino di Bareggio, invece, pur qualificandosi meglio come località a causa dell'espansione del centro abitato principale, viene ancora riconosciuta ampiamente dalla popolazione come frazione a livello territoriale e culturale, come dimostra la festa di San Martino, nella quale vengono esposte nel territorio di San Martino bandiere con i colori che storicamente identificavano la frazione. Cascina Figina, la più piccola e meno abitata delle tre frazioni, era originariamente una cascina, appartenente a sua volta ad un antico podere signorile, ma l'esigenza del Comune di Bareggio di nuove case popolari ha permesso il restauro e ampliamento della sezione storica della Cascina Figina, ad oggi popolata da circa 100 persone.

### Geologia e idrografia

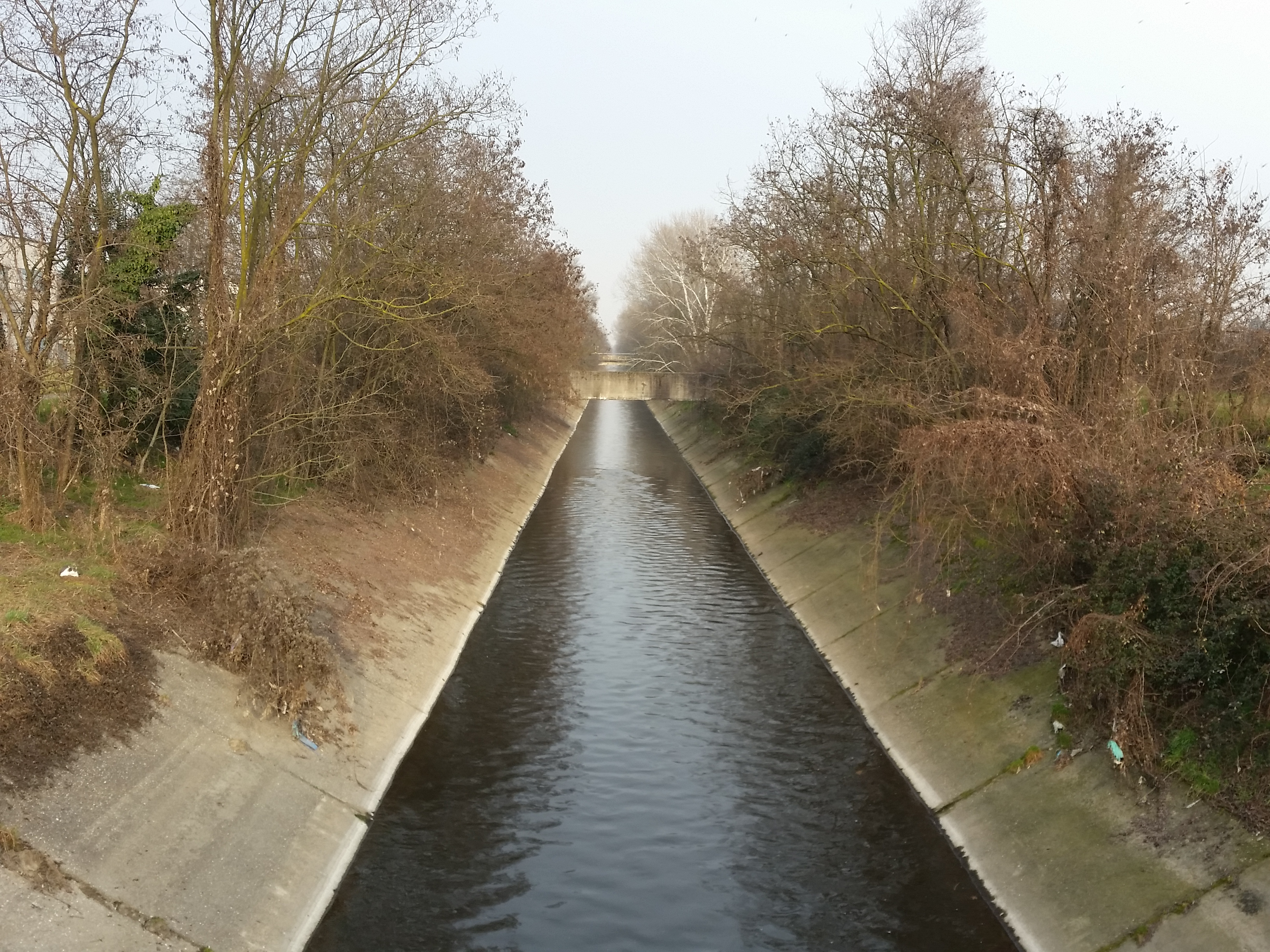
Canale a Bareggio

Morfologicamente, il territorio di Bareggio è caratterizzato dall'ambiente pianeggiante tipico della pianura padana, prevalentemente adatto a coltivazioni o boschi. L'altitudine è di circa 138 m s.m.l.
Uno degli aspetti più significativi dell'idrografia di Bareggio, come delle zone limitrofe all'abitato, sono le risorgive, che un tempo avevano ampia rilevanza economica per l'agricoltura e oggi costituiscono una delle attrazioni principali del Parco agricolo Sud Milano, di cui Bareggio fa parte. Tra i fontanili più rilevanti ricordiamo il fontanile Barona e il fontanile Nuovo (riserva naturale).
Nell'area sud del comune è presente la "Riserva Naturale parzialmente biologica Fontanile Nuovo", che si estende su circa 40 ettari.

### Sismologia
Dal punto di vista sismico Bareggio presenta un rischio molto basso ed è stata classificata come il comune zona 4 (bassa sismicità) dalla protezione civile nazionale.

### Clima
Il clima di Bareggio è quello continentale, tipico delle pianure settentrionali italiane con inverni freddi e abbastanza rigidi con diverse giornate di gelo, col fenomeno della nebbia; le estati, che risentono di elevate temperature che possono superare i 30 °C, presentano una umidità che può raggiungere l'80% causando quel fenomeno di caldo umido comunemente chiamato "afa". L'umidità non è comunque presente solo d'estate, ma è molto elevata tutto l'anno. I dati provenienti dalla vicina stazione meteorologica di Milano Malpensa, ad ogni modo, indicano, in base alla media trentennale di riferimento (1961-1990) per l'Organizzazione Mondiale della Meteorologia, che la temperatura media del mese più freddo, gennaio, si attesta attorno a −4 °C; quella del mese più caldo, luglio, è appena sopra i +28 °C.
Il comune appartiene alla zona climatica E, 2563 GR/G. Bareggio, come del resto gran parte dei comuni della Pianura Padana, soffre di scarsa ventilazione.
La piovosità si concentra principalmente in autunno e in primavera con un minimo relativo invernale e con una media annua superiore ai 1000 mm, con un minimo relativo invernale.
| Mese                               | Mesi | Mesi | Mesi | Mesi | Mesi | Mesi | Mesi | Mesi | Mesi | Mesi | Mesi | Mesi | Stagioni | Stagioni | Stagioni | Stagioni | Anno |
| Mese                               | Gen  | Feb  | Mar  | Apr  | Mag  | Giu  | Lug  | Ago  | Set  | Ott  | Nov  | Dic  | Inv      | Pri      | Est      | Aut      | Anno |
| ---------------------------------- | ---- | ---- | ---- | ---- | ---- | ---- | ---- | ---- | ---- | ---- | ---- | ---- | -------- | -------- | -------- | -------- | ---- |
| T. max. media (°C)                 | 5    | 8    | 13   | 18   | 22   | 26   | 29   | 28   | 24   | 18   | 10   | 5    | 6        | 17,7     | 27,7     | 17,3     | 17,2 |
| T. min. media (°C)                 | −2   | 0    | 3    | 7    | 11   | 15   | 17   | 17   | 14   | 8    | 4    | −1   | −1       | 7        | 16,3     | 8,7      | 7,8  |
| Precipitazioni (mm)                | 64   | 63   | 95   | 82   | 82   | 97   | 65   | 68   | 69   | 100  | 101  | 60   | 187      | 259      | 230      | 270      | 946  |
| Umidità relativa media (%)         | 86   | 78   | 71   | 75   | 72   | 71   | 71   | 72   | 74   | 81   | 85   | 86   | 83,3     | 72,7     | 71,3     | 80       | 76,8 |
| Eliofania assoluta (ore al giorno) | 2    | 3    | 5    | 6    | 7    | 8    | 9    | 8    | 6    | 4    | 2    | 2    | 2,3      | 6        | 8,3      | 4        | 5,2  |
| Vento (direzione-m/s)              | SW 4 | SW 9 | SW 9 | SW 9 | S 9  | S 9  | S 9  | SE 4 | SW 4 | S 4  | S 4  | S 4  | 5,7      | 9        | 7,3      | 4        | 6,5  |

## Origini del nome
Vi sono diverse interpretazioni per definire le origini del nome Bareggio. Alcuni studiosi lo fanno derivare dal latino Baradiglum o Baradiclum (i primi documenti, medioevali attorno all'anno 1000, riportano il termine "Baradiglo"). Altri considerano la radicale celtica "bar" e lo fanno derivare da Barasia o Baraggia ("luogo incolto"), con un probabile rimando all'area della brughiera ancora oggi esistente, caratterizzata da cespugli isolati.

## Storia
Bareggio è un centro molto antico: furono i Galli Insubri a scacciare dal territorio dove ora sorge il paese i Liguri della cultura di Polada, suoi antichi abitanti, tra il VI ed il V secolo a.C. dai Galli si passò ai Romani nel 197 a.C. ed ancora ai Longobardi, che regnarono su queste terre dal 569 al 774 quando i Franchi di Carlo Magno ebbero il sopravvento. Da Bareggio, epoca romana, passava la via delle Gallie, strada romana consolare fatta costruire da Augusto per collegare la Pianura Padana con la Gallia. La prima documentazione relativa al paese risale infatti al 780 e si riferisce ad una permuta di fondi.
Con i Franchi la comunità di Bareggio visse un lungo periodo sotto il diretto potere temporale dell'abate della Basilica di Sant'Ambrogio di Milano, uno dei grandi feudatari dell'impero.
Nel periodo successivo si ricordano i Canonici lateranensi ed i monaci Umiliati, rispettivamente al monastero di San Pietro all'Olmo e all'ospizio della Roveda, allora entrambi nel territorio di Bareggio.
Gian Galeazzo Visconti, primo duca di Milano, nel 1385 tolse il paese dalla giurisdizione del Contado di Burgaria mettendolo sotto quello del podestà di Milano assieme a Corbetta, Cisliano, Sedriano, Bestazzo, San Pietro di Bestazzo e San Vito.
Nel 1570 arriva a Bareggio per la sua visita pastorale San Carlo Borromeo.
In un documento del 1574 risulta che le attività degli abitanti, in tutto 740 persone, sono quelle di "contadino, ferraro, prestinaro, mulinaro, camparo e legnamaro".
Del flagello della peste del XVI secolo restava una traccia significativa nell'oratorio di San Rocco, fatto costruire in quell'occasione.
Negli ultimi secoli Bareggio, come per gli altri comuni lombardi, subì l'alternarsi di molti dominatori: dopo gli spagnoli, gli austriaci, i francesi e poi ancora gli austriaci sino a giungere all'unità d'Italia (i resoconti della battaglia di Magenta indicano la presenza in paese della Divisione di Cavalleria Mensdorff, in ritirata nella sera della battaglia).
Dal 1786 fino al 1797 il comune di Bareggio fu nella provincia di Pavia.
Nel 1866 il parroco Don Antonio Villa, arguto autore di scritti, poesie e sonetti sul paese ed i suoi abitanti, venne arrestato e incarcerato con l'accusa (rivelatasi poi infondata) di essere "austriacante".
Nel periodo post-unitario si ricorda altresì la sommossa popolare del maggio 1889, con i danneggiamenti alle ville dei possidenti del tempo e al municipio, e il conseguente intervento dell'esercito.
Durante la Grande Guerra Bareggio ebbe 92 caduti con 15 decorati.
Nel 1921 la popolazione del comune risultava essere di 4 496 abitanti.

### Simboli
La descrizione araldica dello stemma è la seguente:

La descrizione araldica del gonfalone è la seguente:

Lo stemma del comune di Bareggio è un chiaro rimando all'economia del territorio, unito ad un elemento che allude all'attività prevalentemente svolta un tempo dalla sua popolazione: l'agricoltura. Questo fatto è confermato non solo dal fascio di spighe e dall'albero nello scudo, ma anche dalla presenza del rastrello in sbarra (secondo altri è raffigurato lo staffile di Sant'Ambrogio).

## Monumenti e luoghi d'interesse

### Architetture religiose

#### Chiesa parrocchiale dei Santi Nazaro e Celso

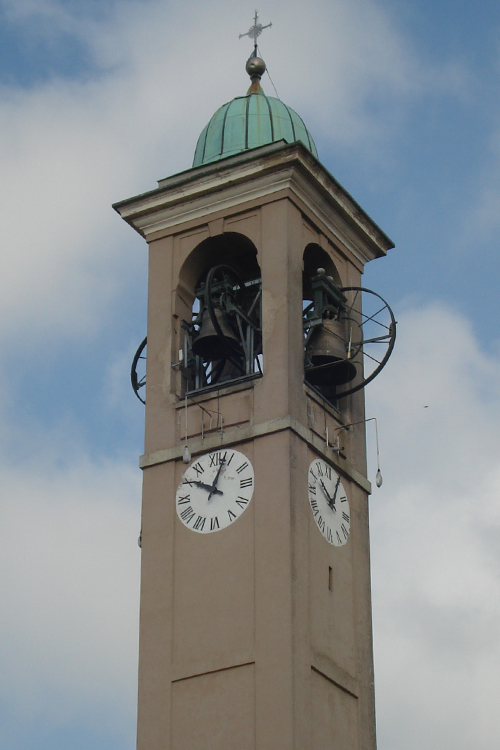
Il campanile della chiesa parrocchiale di Bareggio

Per la Chiesa parrocchiale dei Santi Nazaro e Celso, non è stata trovata con esattezza una precisa data di costruzione, ma essa era sicuramente presente già nel XIII secolo quando viene menzionata nel Liber Notitiae Sanctorum Mediolanensis di Goffredo da Bussero.
Anticamente si sa che la chiesa era direttamente sottoposta all'amministrazione della collegiata di San Vittore di Corbetta nell'ambito dell'omonima pieve, dalla quale si sarebbe staccata come parrocchia già a partire dal XII secolo, conservando però il privilegio di godere dell'influenza della giurisdizione della basilica di Sant'Ambrogio di Milano che qui possedeva diversi fondi agricoli e terreni. Questa predominanza è oggi ricordata anche dalla frusta di Sant'Ambrogio che è possibile ammirare trasversalmente allo stemma comunale di Bareggio.
La chiesa subì notevoli variazioni nel corso dei secoli, ed in particolare ottenne l'aspetto corrente dopo i lavori di ammodernamento eseguiti nel 1727, che si conclusero ufficialmente solo nel 1893. Dell'antica chiesa romanica si trovano solo alcuni archetti nella torre campanaria.

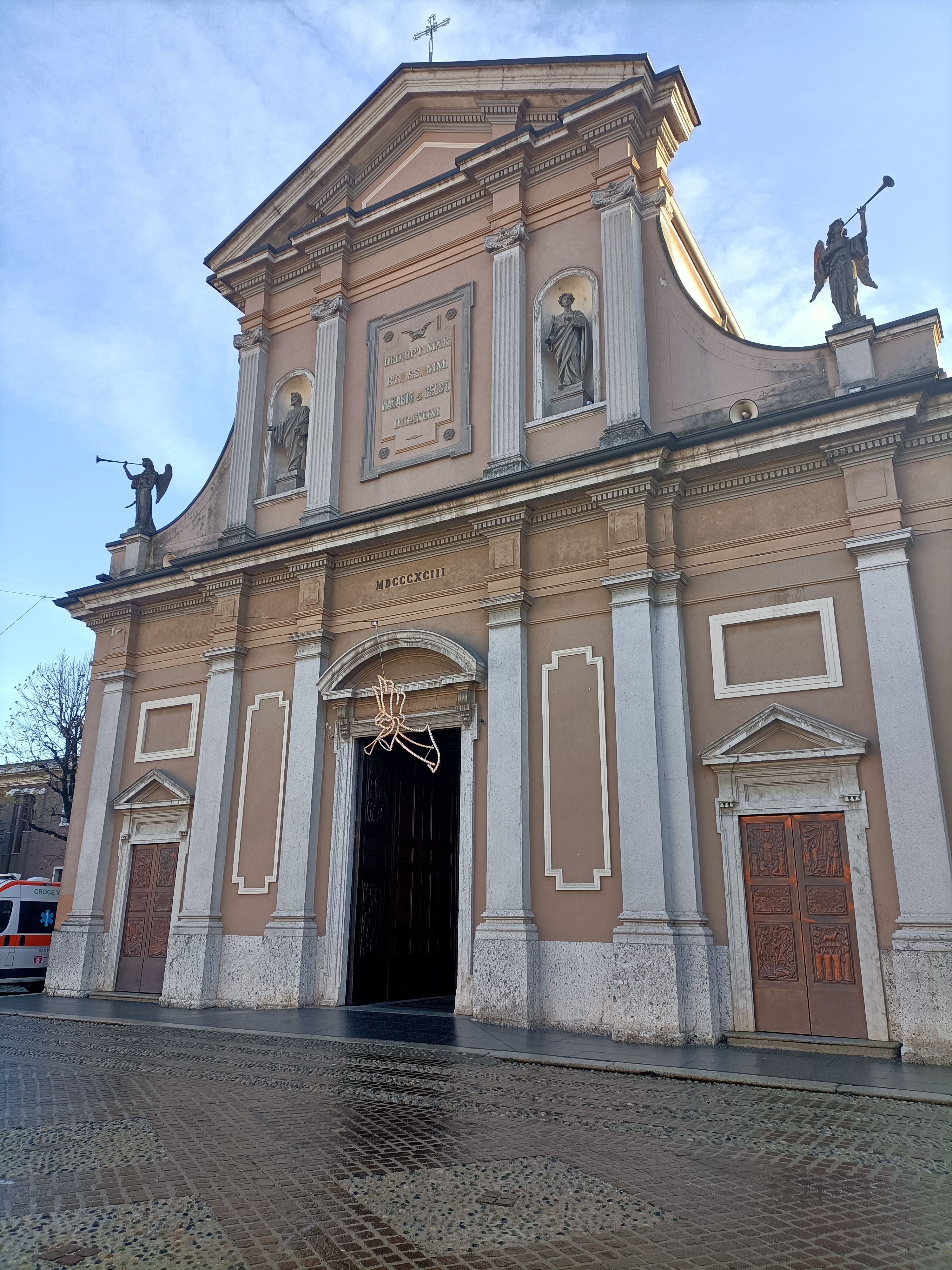
Facciata della chiesa dei Santi Nazaro e Celso

Esternamente, la facciata presenta una struttura tipicamente barocca, tripartita, sormontata da un grande timpano ricongiunto ai lati della chiesa con due volute terminate da angeli annuncianti con trombe. Due nicchie accolgono le statue dei Santi Nazaro e Celso, inframezzati da una lapide con la dedicazione della chiesa.
L'interno, anch'esso di stampo puramente barocco, presenta un complesso di tre navate di cui la maggiore di grandezza quasi doppia rispetto alle laterali. Le pareti sono perlopiù bianche, mentre il tripudio di stucchi e colori si identifica all'altezza del cornicione e dei capitelli corinzi che decorano le lesene e la parte superiore della chiesa. A perpendicolo dell'altare, sul soffitto, un affresco settecentesco, realizzato in un riquadro stuccato, rappresenta Il martirio dei Santi Nazaro e Celso.

#### Chiesa di Santa Maria alla Brughiera

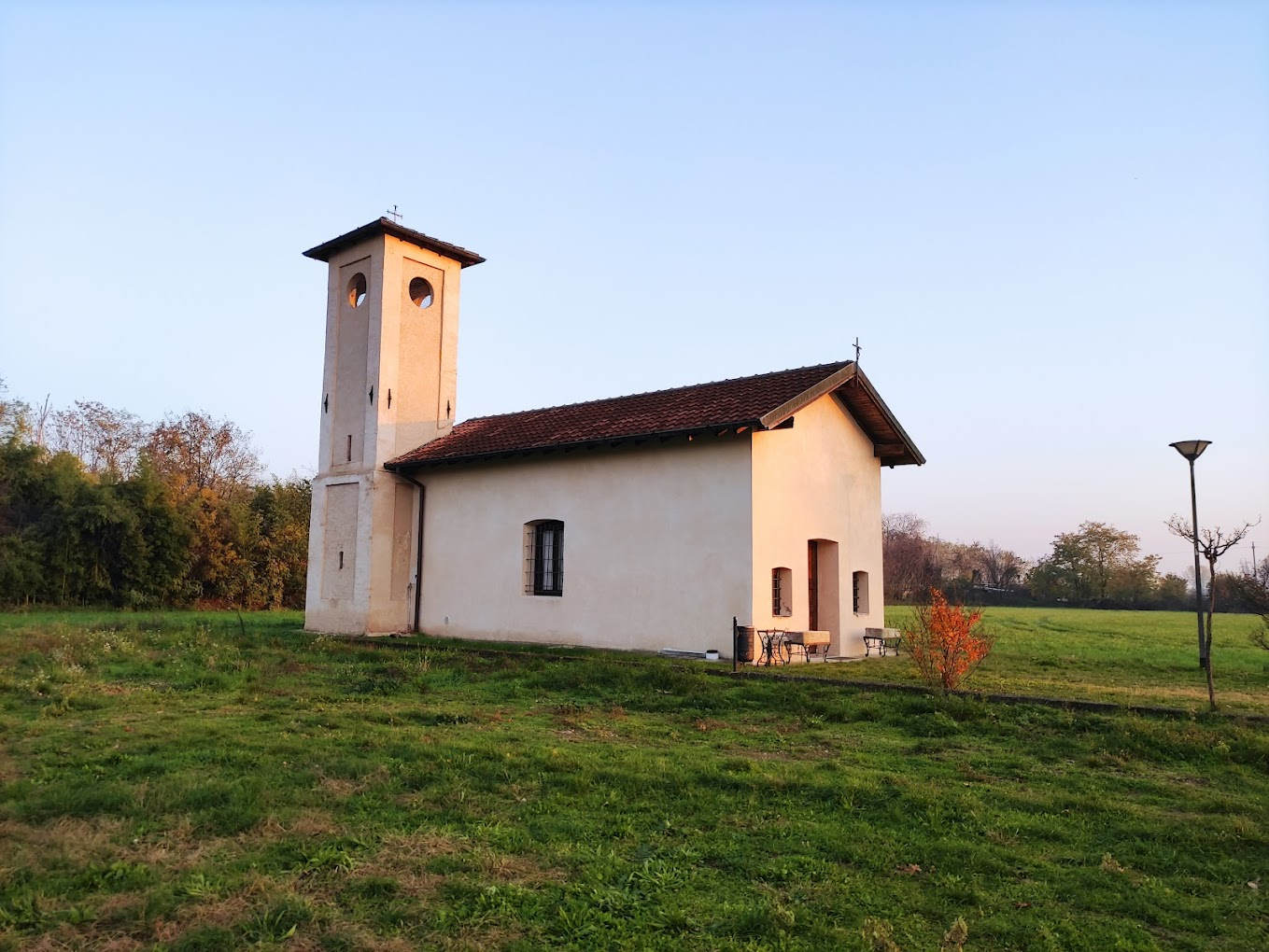
La chiesetta di Santa Maria alla Brughiera nelle campagne di Bareggio

La chiesa di Santa Maria, posta tra gli alberi ed il verde dell'antica cascina Brughiera, nella frazione di San Martino, risale al 1482 quando venne edificata a spese del nobile abate Giovanni Crivelli (ricordato all'interno da una lapide), protonotario apostolico ed abate di San Pietro all'Olmo, il quale ne affidò la gestione proprio all'abbazia locale. Caratterizzata sin dalla sua pianta iniziale da una struttura quadrata semplice con decorazioni in cotto a vista, attorno al 1700 la chiesetta venne ingrandita, nel rispetto però della parte antica. Fu in quel periodo (1706) che comparve anche il campanile lineare di forma quadrangolare. A 500 anni dalla sua costruzione, la chiesetta è tornata al proprio splendore grazie a recenti restauri.
All'interno si trovano alcuni affreschi, fortemente danneggiati in molti punti, in passato attribuiti a Vincenzo Foppa e al Bergognone ma che oggi invece sono stati ravvicinati alla cerchia di Michelino da Besozzo, in particolare per quanto riguarda la figura del Cristo Pantocratore presente nel catino absidale.

#### Chiesa di Santa Maria della Neve
Situata in via Battisti, la chiesa di Santa Maria della Neve (denominata "la chiesuola") consiste in un pregevole edificio seicentesco in mattoni a vista alternato con parti intonacate o stuccate. La chiesa è dotata anche di un piccolo campanile, pure esso di origine seicentesca.

#### Chiesa di Sant'Anna
La chiesa è stata sottoposta ad un totale restauro in occasione del giubileo del 2000, anno nel quale è stato anche sostituito il semplice finestrone sovrastante il portale d'ingresso con un'opera grandiosa di vetreria, raffigurante il simbolo dell'anno giubilare 2000.

#### Santuario della Madonna Pellegrina a San Martino
Edificato nel 1960 nella frazione San Martino, il santuario della Madonna Pellegrina venne eretto per volere e col contributo degli abitanti del quartiere di San Martino di Bareggio, divenendo ben presto il luogo di culto principale del borgo. La chiesa sorge nelle immediate vicinanze del luogo ove si consumò l'attentato alla statua della Madonna Pellegrina il 31 luglio 1948. Sul luogo da dove la bomba era partita, venne edificata in un primo tempo un'edicola votiva (vandalizzata nel 1949, nel 1951 e nuovamente nel 1952), mentre la statua mutilata venne consegnata alla Scuola Beato Angelico di Milano per un accurato restauro. L'arcivescovo milanese, il cardinale Alfredo Ildefonso Schuster, diede contemporaneamente ordine di ricollocare poi la statua in chiesa dove pure sarebbero state conservate, sotto teca di vetro, le piccole macchie di sangue rinvenute ai piedi del simulacro.
La statua della Madonna Pellegrina, al termine del suo pellegrinaggio, trovò sede inizialmente nel convento di clausura delle Carmelitane Scalze di Milano ed infine, il 10 aprile 1950, una commissione apposita composta da rappresentanti del comune di Bareggio e da mons. Gorla, responsabile della Peregrinatio Mariae, dispose che la statua della Madonna mutilata sarebbe stata conservata all'interno della chiesa di Bareggio in attesa dell'edificazione di un nuovo santuario a lei appositamente dedicato. La statua tornò a Bareggio dunque e venne riposta nella chiesa di Sant'Anna, sempre nella frazione di San Martino, posta a breve distanza dal luogo ove era accaduto l'attentato ed ivi rimase sino al 30 luglio 1958 quando, dopo una processione per le vie del paese, la statua venne posta sull'altare del nuovo tempio, il quale venne ufficialmente terminato nel novembre dell'anno successivo e consacrato dal cardinale Giovanni Battista Montini il 24 luglio 1960.

### Architetture civili

#### Palazzo Visconti di Modrone
Tra i palazzi e le ville storiche del paese, il più importante è senz'altro il palazzo Visconti di Modrone, che è sede del municipio di Bareggio.
Il palazzo venne voluto dal conte Melchiorre Gerra nel 1647, il quale nel 1640 era divenuto feudatario di Modrone ed aveva sposato una discendente della ricca prosapie milanese dei Visconti.
Nel 1836, il palazzo passò alla famiglia Radice Fossati.
L'ingresso di questa interessante costruzione era anticamente sotto un arco monumentale, inserito nella cinta delimitante la proprietà, sovrastato dallo stemma dei Visconti di Vimodrone, costituito da due leoni addossati ad una torre, che ancora oggi è possibile vedere all'interno, nell'ingresso.
Nella parte interna un grandioso scalone barocco, con balaustra e colonnine di granito, conduceva alla dimora dei proprietari, contraddistinto sul soffitto da un grandioso dipinto ad affresco (uno dei migliori conservati del complesso) raffigurante due puttini che sostengono lo stemma dei Visconti di Modrone.
Sono giunte a noi solo tracce di affreschi e decorazioni risalenti allo stesso periodo nell'atrio ed alle finestre.
La facciata, ancora originale, è oggi contraddistinta da un portico a tre arcate, chiuso su quelle laterali da due piccole balaustre barocche di marmo.
La struttura padronale era circondata di alcune corti rustiche dedicate all'allevamento dei bachi ed alla produzione di seta ed all'allevamento di piccolo pollame.
Trovandosi in pessimo stato di degrado, nel 1977 lo stabile venne acquistato dal comune di Bareggio che si occupò delle operazioni di restauro, adibendo la struttura ad accogliere gli uffici comunali.

#### Villa Sormani Marietti
Villa Sormani Marietti è contraddistinta dal suo ingresso da un lungo viale che conduce ad un arco dove ancora si possono ammirare pregevoli seppur frammentarie tracce di pitture ad affresco.
L'abitazione padronale, parallela all'ingresso, si sviluppa su due piani e presenta anche una torretta belvedere.
Nell'ala destra dell'edificio, un portico colonnato ed architravato conduce ad un ponticello sovrastante il vicino Fontanile Barona, che scorre parallelamente alla lunghezza dell'edificio e che un tempo penetrava nel giardino della villa, il che ha fatto sorgere notevoli legami con una possibile attività agricola, legata alla presenza di un'abitazione signorile o della casa di una congregazione religiosa.

#### Villa Vittadini
La villa venne progettata nel suo nucleo iniziale dalla famiglia Villa, la quale nel 1798, con Luigi, si appropriò di un terreno circostante il Fontanile Barona per l'edificazione di una strada che collegasse la chiesa parrocchiale con la cascina di proprietà della casata dei Villa di Desio.
Nell'Ottocento, questa prosapie si imparentò con i conti Vittadini, possidenti ai quali confluì la proprietà del palazzo.
Gli ultimi eredi dei Vittadini, infine, vendettero la villa ad un'impresa edile che si occupò della ristrutturazione dello stabile, che venne in seguito venduto ad appartamenti di lusso ricavati dai vari piani dello stabile (una simile sorte è recentemente toccata alla Villa Clari Monzini di Cassinetta di Lugagnano).
Una volta superata la cancellata d'ingresso, realizzata in ferro battuto, si trovava in origine un vasto cortile contraddistinto da alberi che correvano lungo i lati della struttura.
Da un portone, sulla sinistra, decorato da una cornice riportante il monogramma "V" della famiglia Vittadini, si accedeva ad un piccolo cortile di forma quadrata attorno al quale si sviluppava il resto dell'edificio.
La parte settentrionale, ben più antica del resto del complesso, era collegata alla villa dei Radice Fossati ed è caratterizzata ancora oggi sulla facciata da un portico tripartito e da una torretta belvedere.
Dall'ingresso si accede ad un atrio decorato con affreschi settecenteschi ed ottocenteschi, rappresentanti paesaggi di stile neoclassico, motivi che ricorrono anche nelle sale del primo piano e del piano terreno.
Dal portone di sinistra del complesso del cortile, si poteva un tempo anche accedere ad un sontuoso ed elegante parco all'inglese contraddistinto da statue di divinità greche e romane oggi irrimediabilmente distrutto.

#### Villa Gallina Radice Fossati
La villa, di origine seicentesca, venne costruita dalla famiglia milanese dei Gallina la quale nel 1832, alla morte dell'ultimo rappresentante della casata, omonimo dell'antenato benefattore della comunità Francesco, venne rilevata dall'ingegner Luigi Radice Fossati che l'acquistò nel 1836.
Essa si sviluppa intorno ai tre lati di un cortile (il quarto lato dà sul Fontanile Laghetto), dove un viale, una volta delimitato da leoni di pietra su larghi pilastri, conduce ad una delle strade principali del paese.
La facciata è contraddistinta da un portico oggi chiuso da vetrate protettive ma un tempo aperto, dal quale si accedeva al vero corpo dell'abitazione.
Gli affreschi delle sale interne sono contraddistinti da delicati motivi floreali e paesaggistici con ninfe e putti, posizionati sulla parte superiore delle pareti, a cornice degli splendidi soffitti cassettonati.
Un'altra facciata si presenta con splendide volute e decorazioni di spirito barocco, alla sommità della quale si trovava un tempo lo stemma dei Gallina ed un orologio a muro affrescato.
Nella villa si trova anche una scuderia con colonne in granito, sostenenti un soffitto architravato, che custodisce la collezione delle carrozze di famiglia dei Radice Fossati, risalenti alla fine dell'Ottocento ed ai primi del Novecento.
Il giardino, retrostante la villa, ospita un complesso insieme di alberi secolari.
La villa è ancora oggi di proprietà della famiglia Radice Fossati.

## Società

### Evoluzione demografica
Gli abitanti di Bareggio, secondo il censimento asburgico del 1771, risultavano essere 1258, scesi a 1250 nel periodo napoleonico (1805). Nel 1853, gli abitanti risultavano essere 2303.
Abitanti censiti

### Etnie e minoranze straniere
Secondo i dati ISTAT al 1º gennaio 2019 la popolazione straniera residente nel comune era di 1 169 persone, costituenti il 6.7% della popolazione totale. Le nazionalità maggiormente rappresentate in base alla loro percentuale sul totale della popolazione residente erano:
1. Romania 259
2. Egitto 109
3. Ucraina 109
4. Ecuador 90
5. Perù 82
6. Albania 80
7. Cina 68
8. Moldavia 54
9. Marocco 47
10. Pakistan 43

## Cultura

### Eventi
- Festa dei Santi Nazaro e Celso (solo religiosa) - 28 luglio
- Festa parrocchiale della Madonna del Rosario - la prima domenica di ottobre
- Festa parrocchiale della Madonna Pellegrina (Quartiere San Martino) - la terza domenica di settembre
- Festa delle Ciliegie - la prima domenica di giugno
- Fiera di San Giuseppe (o "di Primavera") - la domenica più vicina al 19 marzo
- Fiera di novembre - 1º novembre

## Economia
L'economia era basata, negli anni passati, su un'agricoltura fiorente, con coltivazioni soprattutto di cereali e foraggi: oggi accanto all'agricoltura, vi è un'industria piuttosto sviluppata soprattutto nel settore delle maglierie, dei manufatti aerotermici, dei prodotti per l'edilizia e metalmeccanici.

## Infrastrutture e trasporti
Il territorio di Bareggio è servito da autolinee gestite dalle società ATM, Autoguidovie e Movibus.
Fra il 1879 e il 1957 la località era servita dalla tranvia Milano-Magenta altresì nota con il soprannome di Gamba de legn o, secondo la denominazione locale, "Sgich".
Nel 2017/18 venne presentato un primo progetto per un possibile allungamento della metropolitana milanese fino a Bareggio e ai comuni circostanti, in modo da rendere Bareggio collegata con molta più facilità al capoluogo. La possibilità è rimasta in fase di studio.

## Amministrazione
| Periodo | Periodo   | Primo cittadino  | Partito         | Carica  | Note |
| ------- | --------- | ---------------- | --------------- | ------- | ---- |
| 2003    | 2008      | Ernesto Restelli | centro-sinistra | Sindaco |      |
| 2008    | 2013      | Monica Gibillini | centro-destra   | Sindaco |      |
| 2013    | 2018      | Giancarlo Lonati | centro-sinistra | Sindaco |      |
| 2018    | in carica | Linda Colombo    | Lega Nord       | Sindaco |      |

## Curiosità

### L'accademia dell'Arcadia
Un dato poco conosciuto risale al XVII secolo quando gli aristocratici del luogo come i Gallina, i Visconti, i Sormani, gli Arconati fondarono a Bareggio un movimento letterario noto col nome di Arcadia che, romanticamente aveva sede sulle sponde di una chiara sorgente, in aperta campagna. Il fondatore di tale istituzione fu, con tutta probabilità, il cappuccino frate Marco Antonio Gallina, ed uno dei suoi principali animatori fu il poeta Federico Vassallo. Secondo altre fonti, pur avendo la denominazione di "Arcadia bareggese", il circolo di letterati si riuniva in realtà presso il palazzo di Francesco d'Adda nella vicina Settimo Milanese.
L'attuale parco pubblico, molto visitato, prende il nome da tale accademia.

### La bomba sulla Madonna
La bomba alla statua della Madonna Pellegrina venne lanciata durante il trasferimento della statua stessa da Bareggio a Cornaredo con una processione solenne. Era il 31 luglio 1948, parroco di Bareggio era don Felice Biella. Il simulacro della Vergine proveniva dalla vicina Sedriano e, dopo aver sostato alcuni giorni a Bareggio, si apprestava a prendere la via di San Pietro all'Olmo. Proprio su questa strada (ora Via Madonna Pellegrina) circondata, all'epoca, da campi di granoturco, avvenne il fattaccio. I facinorosi, nascosti nel granoturco, lanciarono due bombe a mano: una non esplose, la seconda colpì la statua all'altezza del braccio sinistro ed esplose.
Il fatto avvenne nell'immediato secondo dopoguerra ad opera di fanatici sostenitori dell'anticlericalismo: vi furono parecchi feriti anche gravi fra i quali dei bambini. La statua era posta su un carro addobbato trainato da cavalli che rimasero infilzati da parecchie schegge ma che non si imbizzarrirono evitando così una strage. I responsabili vennero arrestati e condannati.
La statua mutilata è custodita nel Santuario della Madonna Pellegrina al quartiere San Martino in Bareggio che venne costruito nei primi anni cinquanta poco distante il luogo dell'attentato. Alla costruzione della nuova chiesa seguì la fondazione di una nuova parrocchia intitolata a Sant'Anna, antica patrona di San Martino.
Una diceria popolare voleva che alla base dell'accaduto vi fosse una secolare rivalità tra corbettesi e bareggesi in quanto si narra che questi ultimi sarebbero stati alla base di una congiura contro la vicina Corbetta, invidiosi della potenza della pieve, da cui la ritorsione dei bombaroli forse filo-corbettesi. Dal fatto si originò il famoso detto dialettale "Baregiatt, masamadonn" (Bareggesi, ammazzamadonne), epiteto non corretto in quanto quasi tutti gli attentatori risultarono essere non di Bareggio.
Altro fatto rilevante fu quello relativo a Franz Simon, maresciallo delle Waffen SS presente a Bareggio nei mesi finali dell'ultima guerra, il quale nel mese di maggio del 1955 portò in pellegrinaggio da Heilbronn (Stoccarda) a Bareggio una statua della Madonna scolpita in legno a memoria dell'attentato.

### Via Fiume
Caratteristica via, affacciata sul fontanile Barona, dove in occasione delle maggiori feste come il Natale o la Pasqua, vengono celebrati eventi e feste accompagnate da spettacoli, mangiate e musica, organizzate spontaneamente dai residenti e riservate agli abitanti della via. Spesso giornali locali riportano notizie sugli avvenimenti legati a queste feste.
Sul palo più alto svetta la bandiera della via, costituita semplicemente dall'accostamento dei due colori rappresentativi della zona: il verde della pianura e l'azzurro dell'acqua del fontanile Barona.
Da molti anni, in prossimità del Natale, due maestri presepisti della Via allestiscono con la collaborazione degli altri residenti un tradizionale presepe che rimane visibile alla cittadinanza per tutto il periodo natalizio.
il 7 settembre 2019, si è festeggiato il ventesimo anniversario della festa di via Fiume.

### Ciliegie
Bareggio è particolarmente nota per le sue ciliegie, tanto da venire elette prodotto a Denominazione comunale d'origine (De.Co.). Il poeta Romano Oldani scrive a proposito della sagra che si tiene ogni anno a giugno: 
(Romano Oldani,Quand i milanes evan tucc a Barecc e scires)